# تالش صفوی
حاکم‌نشین تالش یکی از بخش‌های حکومتی ایران صفوی (۱۷۳۶–۱۵۰۱ میلادی) در ترکیب ولایت گیلان بود که در سرزمین تالش قرار داشت. شهر آستارا مرکز حاکم‌نشین تالش در دوره صفویه بود و دودمان مهرانی حاکمان آن بودند. مهرانی‌ها در فرآیندهای سیاسی و نظامی نیمهٔ دوم سدهٔ پانزدهم و آغاز سدهٔ شانزدهم میلادی حضور فعال داشتند. خویشاوندی دودمان صفوی با مهرانی‌ها، تأثیر جدی بر آیندهٔ سیاسی و اجتماعی تالش داشت. حضور شیخ صفی و فرزندانش در منطقهٔ تالش، زمینه را برای حمایت تالشان از صفویه فراهم کرده بود. صفویان نیز با تمجید بسیار از کمک‌های تالشان در تأسیس دولت صفوی، آن‌ها را در ردیف طوایف قزلباش قرار دادند. شاه اسماعیل یکم بنیان‌گذار دولت صفوی، مسیر دشواری را پیش از تأسیس پادشاهی پیمود و در جدال دائمی با دشمنان صفویه، ناگزیر از ترک اردبیل در سال ۱۴۹۴ بود. لَلَـه و دو نفر از هفت یار مخصوص او که از سران تالش بودند، وی را به مدت حدود شش سال در شرق گیلان همراهی کردند ولی تداوم اقامت اسماعیل به دلیل تهدیدهای مکرر سلطان الوند ممکن نبود و در این شرایط، نخستین طبقهٔ حاکم که حمایت خود را از رهبر صفویه اعلام نمودند، مهرانی‌ها بودند. میرزا محمد تالش حاکم آستارا، اسماعیل را اوایل سال ۱۵۰۰ در آستارا جای داد و به خواسته‌های پادشاهان آق‌قویونلو و شروان برای تحویل اسماعیل به آنان، پاسخ منفی داد. او پیاده‌نظام خود را در اختیار اسماعیل قرار داد و خودش پس از تأسیس دولت صفوی، نسبت به شاه اسماعیل و پسرش شاه تهماسب یکم کاملاً وفادار ماند.
بایندرخان تالش حاکم مقتدر آستارا در عصر تهماسب یکم بود. بایندرخان و فرزندانش در طول سال‌های طولانی حکومت موروثی بر تالش، سیستم قدرتمندی را برای گسترش نفوذ خود در گیلان و حتی در دربار پایتخت ایجاد کردند. آن‌ها توانستند قلمروی تالش را از شمال تا دشت مغان، و از جنوب تا جلگهٔ گیلان امتداد دهند. همچنین گسکر که تا اوایل صفویه زیر نظر حاکم بیه‌پس اداره می‌شد، به دستور شاه، زیر نظر حاکم آستارا قرار گرفت. گسترش اقتدار و نفوذ امرای تالش، با وفاداری کامل نسبت به صفویان همراه بود. آن‌ها هم در جنگ با دشمنان خارجی شرق و غرب ایران، و هم در سرکوبی شورش‌های حاکمان محلی گیلان، همراهی کامل با خواسته‌های پادشاهان صفوی داشتند. با این حال، درگیری‌های گاه‌به‌گاه قزلباشان با یکدیگر، تبعات منفی برای تالش در پی داشت. برخلاف ایل‌های تُرک قزلباش، بدنهٔ اصلی امرای تالش از به قدرت رسیدن شاه اسماعیل دوم در درگیری‌های جانشینی شاه تهماسب یکم، جانب‌داری نکردند. همین مسئله موجب تضعیف جایگاه تالشان در میان قزلباشان شد. حمزه‌خان تالش پسر بایندرخان نیز به شیوه‌ای مشابه، از به قدرت رسیدن شاه عباس یکم در جریان درگیری‌های تاج‌وتخت حمایت نکرد. شاه عباس که قصد تضعیف حاکمان محلی و موروثی گیلان را داشت، برخورد با آن‌ها را از خان‌احمد دوم کیایی حاکم بیه‌پیش آغاز کرد. حمزه‌خان با پیش‌بینی نقشه‌های شاه، نه‌تنها در سرکوب شرکت نکرد بلکه از امیره سیاوش حاکم گسکر که شوهرخواهرش نیز بود، حمایت کرد. شاه نیز اجازهٔ دخالت در حوزهٔ استحفاظی حاکم آستارا و تعیین حاکم لنکران را به امیرالامرای آذربایجان داد که با مقاومت حمزه‌خان روبرو شد. بدین‌ترتیب زمینهٔ برخورد قزلباشان با تالشان در اواسط سال ۱۵۹۲ فراهم شد و کشمکش برای تصاحب قلمروی تالش بین امرای قزلباش آذربایجان و تالشان تا چندین سال ادامه داشت.
تالش از سال ۱۶۰۶–۱۶۰۵ تا پایان حکومت صفوی، جزو اراضی خاصه بود اما برخلاف مناطق مشابه، دارای حاکمان موروثی بومی بود چرا که پسران حمزه‌خان پس از گذشت چند سال از برکناری پدرشان، توانستند با موافقت شاه عباس، حاکمیت خاندان خود را دوباره برقرار کنند. ساروخان تالش آخرین پسر حمزه‌خان، که پس از برادرش، حاکم آستارا شده بود، از سوی شاه صفی یکم، در سال ۱۶۳۰ حاکم نظامی گیلان شد و شورش غریب‌شاه گیلانی را به‌سرعت سرکوب کرد. ساروخان موفق به برقراری نظم و امنیت در گیلان شد و همهٔ تعدی‌کنندگان به جان و مال مردم گیلان و بازرگانان خارجی را مجازات کرد. او همچنین توانست اعتماد سابق صفویه به تالشان را احیا کند. پس از وقوع شورش غریب‌شاه، تمام مردم گیلک از حمل هر نوع اسلحه منع شدند و فقط اجازهٔ استفاده از داس برای کشاورزی داشتند با این حال تالشان مشمول هیچ محدودیتی نشده و مجاز به حمل هر نوع سلاحی بودند. تالش به عنوان تنها راه ارتباطی گیلان و مازندران به آذربایجان، قفقاز و روسیه، از اهمیت ویژه‌ای برخوردار بود و آستارا در مسیر جاده‌های تجارت ابریشم قرار داشت ولی تضعیف حکومت مرکزی در عصر شاه سلطان‌حسین، شورش افغانان در سال ۱۷۲۲ و اشغال ایران توسط امپراتوری‌های روسیه و عثمانی، شرایط وخیمی را برای کشور ایران و به تبع آن منطقهٔ تالش به وجود آورد. موقعیت خاص جغرافیایی تالش باعث شد که این منطقه به یکی از صحنه‌های رقابت دو امپراتوری تبدیل شود. تالش در سال ۱۷۲۳ توسط روسیه اشغال شد و عثمانی نیز در سال ۱۷۲۶ قصد ورود به تالش داشت. زمین‌داران تالش اگرچه در ابتدا گرایش‌های جزئی به این امپراتوری‌ها داشتند اما عمدهٔ تالشان تلاش بسیاری برای مبارزه با دو کشور مهاجم کرده و تلفات فراوانی به ارتش هر دو وارد کردند. ره‌آورد سال‌های اشغال تالش توسط روسیه، ویرانی گسترده، همه‌گیری طاعون و نابودی تدریجی صنعت ابریشم بود. ظهور نادرشاه و سیاست‌های سخت‌گیرانهٔ او نیز باعث حل مشکلات اجتماعی و اقتصادی تالش نشد و دورهٔ جدیدی از شورش و آشوب را رقم زد.

## زمینهٔ تاریخی
سرزمین گیلان به دلیل طبیعت بارانی و جنگل‌های انبوه، از دیرباز به عنوان سرزمینی سرسخت و رمزآلود شناخته شده‌است. با وجود شرایط اقلیمی نامطلوب برای زندگی به‌ویژه در مناطق ساحلی گیلان، گمان می‌رفت که دستاوردهای فرهنگی و معنوی چشم‌گیری در این سرزمین حاصل نشود اما از سدهٔ دهم میلادی به بعد، چهره‌هایی نظیر عبدالقادر گیلانی (۱۱۶۶–۱۰۷۸) در تصوف ظاهر شدند و بعدها شیخ زاهد گیلانی (۱۳۰۱–۱۲۱۶) نیز از بخش‌های غربی گیلان برخاست. رشد تصوف در گیلان به‌ویژه از سدهٔ چهاردهم به بعد، ناشی از پیامدهای نظام ارباب‌رعیتی بود. این سرزمین همواره در طول تاریخ، شاهد مبارزات دهقانی علیه فشارهای اقتصادی مالکان بزرگ بود و این مبارزات تا عصر صفویه و حتی مشروطه همچنان ادامه داشت. از این رو، تنها صدایی که می‌توانست مردم را به سوی خود جلب کند و از فشارهای موجود بکاهد، تصوف بود. طی سده‌های سیزدهم و چهاردهم، گرایش‌های صوفیانهٔ گیلان همانند سایر نقاط ایران، رنگ و لعاب سیاسی به خود گرفت. امیر کیای ملاطی (درگذشتهٔ ۱۳۶۰) از جمله اشخاصی بود که از ابزار سیاسی و مذهبی تصوف جهت کسب قدرت در گیلان بهره برد. وی با تکیه بر درویشان گیلانی بر حکومت‌های محلی شورید و قدرت را در شرق گیلان به دست گرفت. بی‌گمان، یکی از مهم‌ترین محرک‌های سیاسی و مذهبی او، درویشان مازندرانی بودند که آن‌ها نیز تحت تأثیر سربداران خراسانی بودند.
صفی‌الدین اسحاق اردبیلی (۱۳۳۴–۱۲۵۲) پس از ارادتی که به مرشد طریقت زاهدیه شیخ زاهد گیلانی پیدا کرد، به منظور دیدار با وی، به تالش رفت. شیخ زاهد دارای دو همسر بود که یکی در روستای سیاوْرود و دیگری در روستای حِلْیه‌کَران سکونت داشت. او در هر دو روستا کشت‌وکار داشت ولی به دلیل تعلق خاطر بیشتر، در حلیه‌کران اقامت داشت. صفی‌الدین از کَلْخوران به آستارا و از آنجا سوار بر کشتی به خانْبِلی رفت و سرانجام موفق به دیدار شیخ زاهد در حلیه‌کران شد. در طول بیست و پنج سال پس از این دیدار، بیشتر حضور این دو در کنار هم در تالش شمالی سپری شد. شیخ زاهد در سیاورود بر بالین صفی‌الدین از دنیا رفت. در حالی که بین پیروان شیخ زاهد برای دفن وی در شروان، مغان و چوماق‌آباد اختلاف بود، او را با نظر صفی‌الدین در همان سیاورود دفن کردند. شیخ صفی در ایام حضور در تالش، پیروان بسیاری به دست آورد و نفوذ وی در میان تالشان چنان بود که از او، خواستار رفع اختلاف میان خود و ترکان می‌شدند. امرای تالش در کنار اکابر آسیای صغیر، پشتیبانان اصلی شیخ صفی بودند و همین دو گروه بودند که از فرزند وی، صدرالدین موسی (منصب ارشادی: ۱۳۹۲–۱۳۳۴)، به صورت گسترده حمایت کردند. شیخ صفی پس از درگذشت شیخ زاهد، طریقت صفویه را بنیان نهاد. همسر شیخ صفی و مادر صدرالدین موسی، بی‌بی فاطمه، دختر شیخ زاهد گیلانی بود. صدرالدین موسی پس از پدرش به منصب ارشادی رسید. شیخ صدرالدین مدتی را در تبریز به دست ملک اشرف چوپانی (حک. ۱۳۵۷–۱۳۴۳) زندانی بود و پس از رهایی، به میان طرفداران خود در تالش گریخت.
رقابت‌های دیرینه بین عشایر کوهستانی تالش با مالکان زمین‌های کشاورزی در سالْیان و شروان از یک سو، و جنگ‌های بین قره‌قویونلو با آق‌قویونلو در آذربایجان از سوی دیگر، زمینهٔ فراز و فرود شیخ حیدر (منصب ارشادی: ۱۴۸۸–۱۴۶۰) را تشکیل دادند. حیدر سه لشکرکشی بزرگ به جنوب داغستان، جنوب گرجستان، و پادشاهی شروان انجام داد. حیدر برای اجتناب از مواجههٔ مستقیم و زودهنگام با فرخ‌یسار شروان‌شاه (حک. ۱۵۰۰–۱۴۶۵)، گروهی از نجارهای تالشی را مخفیانه استخدام کرده و در یک اردوگاه چوب‌بُری جنگلی واقع در ساحل آستارا رود به کار گرفته بود تا قایق‌های موردنیاز برای حملهٔ قریب‌الوقوع به میان‌قشلاق داغستان را بسازند. او گروهی دیگر را نیز به حاشیهٔ تالاب خانْبِلی فرستاد تا مقبرهٔ چوبی جدیدی برای شیخ زاهد گیلانی بسازند اما در حقیقت آن‌ها را برای ساخت قایق به منظور لشکرکشی قریب‌الوقوع به دربند و روستاهای مسیحی‌نشینِ جنوب داغستان ارسال کرد. حیدر لشکرکشی‌های دریایی‌اش را از آستارا به باکو و از آن‌جا به داغستان و سپس آستراخان انجام داد. صوفیان تالش، در میان طرفداران شیخ حیدر، از جایگاه خاصی برخوردار بودند. بخش مهمی از سپاه شیخ حیدر در اولین لشکرکشی او به داغستان را تالشان تشکیل می‌دادند که ابدال بیگ تالش سرشناس‌ترینِ آن‌هاست. در این لشکرکشی از مردان تالش با عنوان «آبی جامه» و «جماعت ژولیده» نام برده شده‌است. تالشان نسبت به مرشد صفوی، همچون معبود، اعتقاد و تبعیت داشتند. آن‌ها به دستور شیخ حیدر، به کشتار بزرگی در مغان — که جدای از تالش بود — دست زدند که علت این کار، مقاومت و عدم تبعیت ساکنان محمودآباد مغان در برابر قزلباشانِ پیروی شیخ حیدر بود. تالشانِ تابع شیخ حیدر، سپس کشتار مشابه‌ای را در شروان و در جنگ با فرخ‌یسار نیز انجام دادند.
تا پیش از تغییر مذهب ایرانیان به شیعه دوازده‌امامی در حکومت صفویه، مردم گیلان همانند سایر نقاط ایران، سنی مذهب بودند به طوری که در شرق گیلان، مذهب حنفی، و در غرب گیلان، مذهب شافعی رواج داشت. علاقه‌مندی تالشان به گسترش شیعه موجب شده بود که مبلغانی از سوی اسماعیل به تالش اعزام شوند. از یک سو، حضور شیخ صفی و فرزندانش در منطقهٔ تالش، زمینه را برای حمایت تالشان از صفویه فراهم کرده بود؛ و از سوی دیگر، ضدیت و تنفر تالشان از شروانیان، موجب گرایش سریع آن‌ها به صفویان بود. در مراحل تکوین و قدرت‌گیری صفویه، زمین‌داران تالش کمک شایانی به اسماعیل کردند و منافع بهینهٔ اقتصادی نیز در ازای آن دریافت کردند. بزرگ‌ترین فئودال تالش در زمان مسافرت اسماعیل، میرزا محمد تالش بود که منطقهٔ آستارا و اطراف آن را تحت سیطره داشت. نفوذ فوق‌العادهٔ او در میان مردم، حاکی از رفتار خوب نسبت به مردم بود. امیر سیناح بیگ، دست‌نشاندهٔ شروان‌شاهان در تالش بود که بخش اعظم تالش شمالی را در اختیار داشت. قتل، غارت و چپاول تالش به دست شروان‌شاهان از یک سو، و اطلاع تالشان از دشمنی بین صفویان و شروان‌شاهان از سوی دیگر موجب شد که رهایی از استیلای شروان را در قدرت گرفتن صفویان بیابند. کینه و تنفر تالشان از شروان، در طول حکومت صفویه و حتی پس از آن نیز به شکل همراهی گسترده با دشمنان شروانیان ادامه داشت.
خویشاوندی دودمان صفوی با دودمانِ حاکم بر تالش، تأثیر جدی بر چندین سده حیات سیاسی و اجتماعی تالش داشت. ظاهراً همین خویشاوندی موجب شد که اسماعیل میرزا صفوی زمستان ۱۵۰۰ را در روستای اَرْچِوان آستارا سپری کند. همین امر، نقش اساسی در افزایش تعداد هواداران صفویه داشت. شاید بتوان تصور کرد که این خویشاوندی برای حاکمان تالش، سودمندتر بود زیرا که موجب افزایش اقتدار آن‌ها شده و علی‌رغم دو شورش در دهه‌های ۱۵۴۰ و ۱۵۹۰، قادر به حفظ حاکمیت خود شدند. نخستین رؤسای طایفه‌ای یا اعضای یک طبقهٔ حاکم که حمایت خود را از مرشد صفویه، پیش از دوران تأسیس پادشاهی صفوی اعلام نمودند، امرای تالش بودند. مهرانیان آستارا که حاکمان موروثی منطقه بودند، حمایت گسترده‌ای از قیام اسماعیل انجام دادند. به جز سلطان محمد مهرانی حاکم وقت آستارا، افراد شناخته‌شدهٔ دیگری نیز به حمایت از رهبر صفویه پرداختند. مرادخان مهرانی به همراه فرزندانش مهران‌خان و قبادخان از جمله سران نظامی تالش بود که به اسماعیل پیوست. مرادخان، از یک سو با حاکمان قراقویونلو دارای رابطهٔ خویشاوندی بود و از سوی دیگر همسر او با یکی از همسران شیخ حیدر صفوی، دخترخاله بودند. این همسر شیخ حیدر، اصالتاً تالش و از خاندان مهرانی بود.

## تاریخ

نقشه قفقاز در ۱۵۳۲ میلادی

### پایه‌گذاری دولت صفوی
سلطان رستم آق‌قویونلو (حک. ۱۴۹۷–۱۴۹۲) که از حجم هواداران علی‌میرزا صفوی مرشد طریقت صفویه (منصب ارشادی: ۱۴۹۳–۱۴۸۸) بیمناک بود، فرمان قتل او و همراهانش را که در ییلاق خوی بودند، صادر کرد. علی‌میرزا با همراهانش به اردبیل نزد مریدان صفویه رفت اما در آنجا بر اثر درگیری با قوای اعزامی سلطان رستم کشته داد. علی‌میرزا پیش از کشته شدن، برادرش اسماعیل میرزا (منصب ارشادی: ۱۵۲۴–۱۴۹۳) را جانشین خود کرده و به او دستور داد که به همراه هفت نفر اهل اختصاص، به گیلان بروند. رستم بیگ قرامانلو، یکی از مریدان صفوی که از وضعیت اسماعیل باخبر شده بود، او را به محل سکونت خود بَغْرو در کوه‌های تالش برد. با راهنمایی دده بیگ تالش، اسماعیل را به کَرْگان برده و سه روز در منزل یکی از تالشان وفادار، به نام خطیب فرخ‌زاد کرگانی توقف کردند. شورای هفت‌نفره، توقف در کرگانرود را جایز نداستند و به دلیل دوستی قدیمی بین محمد بیگ تالش — لَلَـه و شوهرعمهٔ اسماعیل — و برادرش احمد بیگ، با امیره اسحاق حاکم بیه‌پیش، شهر لاهیجان (مرکز بیه‌پس) را محل مناسب اقامت تشخیص دادند. در مسیر حرکت به شرق گیلان، هنگامی که اسماعیل به همراه صوفیان میهمان امیره مظفر حاکم تول و ناو بود، سلطان‌علی بیگ چاکرلو حاکم اردبیل با تهدید و تطمیع خواستار تحویل اسماعیل به سلطان رستم شد. جاگیر بیگ پُرناک حاکم خلخال نیز امیره مظفر را از عقوبت سخت سلطان رستم ترساند. امیره مظفر به علت عدم توانایی در حفاظت از جان اسماعیل، از او خواست که به گَسْکَر برود. پس از سه روز اقامت نزد امیره سیاوش حاکم گسکر، اسماعیل از تالش خارج شده و به رشت رفت و پس از مدتی، وارد لاهیجان نزد کارکیا میرزا علی حاکم بیه‌پیش شد.
رستم آق‌قویونلو که از حضور اسماعیل در لاهیجان باخبر شده بود، طی نامه‌ای به کارکیا، خواستار تحویل اسماعیل و همراهان او شد اما کارکیا اظهار بی‌اطلاعی نموده و پاسخ قطعی را به تفحص بیشتر موکول کرد. او محتوای نامهٔ رستم را به اطلاع اسماعیل رساند و در حالی که به نظر می‌رسید دچار تردید شده، از صوفیان اعظم مشورت خواست. افراد شورا، میرزا علی را از همکاری با رستم برحذر داشتند و او نیز به همین منوال عمل کرد. اسماعیل در اوت ۱۴۹۹ تصمیم به خروج از لاهیجان گرفت و حدود هفت ماه بعد علی‌رغم مخالفت کارکیا، لاهیجان را به قصد سفر به طارُم ترک کرد اما به دلیل نگرانی از امیره حسام‌الدین حاکم طارم، به خلخال رفت و پس از یک ماه، وارد اردبیل شد. حاکم اردبیل با اعزام فرستاده‌ای، اسماعیل را در صورت خارج نشدن از اردبیل، به جنگ تهدید کرد. اسماعیل که در این هنگام، یاران بسیار کمی داشت، روز بعد از دریافت پیام سلطان‌علی بیگ چاکرلو، به روستای مَرَمی در شمال آستارا رفت. دوستی بین سلطان محمد تالش حاکم آستارا و محمد بیگ تالش باعث مسافرت اسماعیل به این منطقه شد.
محمد بیگ تالش شخصاً به مقر اصلی میرزا محمد تالش رفت و محل اقامت اسماعیل و همراهانش را تعیین کرد. آن دو به همراه تعدادی از تالشان، به استقبال اسماعیل در روستای مرمی رفتند. حاکم آستارا ضمن اعلام حمایت کامل از اسماعیل، از قشلاق کردن او در منطقهٔ تالش اظهار خوش‌وقتی کرد. اسماعیل به همراه یاران خود به منطقهٔ خوش آب‌وهوای ارچوان رفت. میرزا محمد، مادر خود را به همراه چند نفر از کنیزان به خدمت اسماعیل گماشت و چنان در خدمت به اسماعیل کوشید که تحسین همگان را برانگیخت. خواجه کریم مهرانی از مشایخ نام‌دار آستارا، همدم اسماعیل در دوران اقامت در آستارا بود و با او به صید ماهی می‌پرداخت. اسماعیل که از پشتیبانی حاکم آستارا اطمینان داشت، با آسودگی خاطر، نامه‌هایی برای صوفیان آسیای صغیر و شام ارسال کرد و آن‌ها را از خروج خود آگاه نمود. در دوران اقامت در آستارا، نقشهٔ سلطان الوند آق‌قویونلو (حک. ۱۵۰۱–۱۴۹۸) برای تطمیع کردن میرزا محمد به قتل اسماعیل فاش شد. اسماعیل پس از اطلاع از عدم همراهی حاکم آستارا با خواستهٔ سلطان الوند و پاسخ منفی دادن به خواسته‌های آق‌قویونلوها و شروان‌شاهان، به میرزا محمد و تابعانش خلعت هدیه داد. پس از گذراندن زمستانی سخت، اسماعیل در بهار ۱۵۰۰ از ارچوان خارج شد. یک شب نزد شاه‌سوار بیگ تالش حاکم لنکران و شب دیگر نزد نوشیروان بیگ تالش حاکم مغانات اقامت داشت. سپس به اردبیل رفته و از آن جا عازم گنجه شد. او در اوت ۱۵۰۱، تبریز را فتح کرد و در ۲۲ دسامبر رسماً به عنوان شاه اسماعیل (حک. ۱۵۲۴–۱۵۰۱) تاج‌گذاری نمود.
حاکمان موروثی تالش در فرآیندهای سیاسی نیمهٔ دوم سدهٔ پانزدهم و آغاز سدهٔ شانزدهم میلادی حضور فعال داشتند. آن‌ها صفویان را در مبارزه با آق‌قویونلوها و شروان‌شاهان یاری دادند و شاهان صفوی با تمجید بسیار از این کمک‌ها، تالشان را در ردیف طوایف قزلباش قرار دادند. در هنگام آغاز قیام اسماعیل از گیلان، سران تالشی — ابدال بیگ دَدَه و خادم بیگ خلیفه – در زمرهٔ هفت صوفی مخصوص او بودند. «دَدَه» (به معنی «پدربزرگ») بالاترین شخص در طریقت صفویه پس از مرشد بود. حکومت قزوین و رِی، و قورچی‌باشی سپاه قزلباش از جمله مناصبی است که ابدال بیگ پس از تأسیس دولت صفوی دریافت کرد. خادم بیگ نیز در ردهٔ سوم سلسله‌مراتب طریقت قرار داشت. او به منصب خلیفه‌الخلفا منصوب شد و تا هنگام کشته شدن در جنگ چالدران، در همین جایگاه ماند. خادم بیگ پس از فتح بغداد در سال ۱۵۰۸، حاکم این شهر و کل عراق عرب نیز شد. همچنین امیر دیگری، به نام پیرغیب خان تالش، حاکم استرآباد بود. حضور سران تالش در مناصب درجهٔ دوم، حاکی از اهمیت نسبی آن‌ها در بین قزلباشان است. برخلاف امرا و حاکمان سایر ناحیه‌های گیلان، تالشان هرگز به جنگ با شاه اسماعیل برنخاستند و تحت فرماندهی او با نهایت وفاداری، در جنگ‌هایش شرکت داشتند.

### تثبیت قدرت محلی
تالشان اولین کسانی بودند که به دلیل برخورداری از پیاده‌نظام انبوه، در تأسیس دولت صفوی شرکت داشتند. آستارا مرکز حاکم‌نشین تالش، مرکز نشو و نمای این حرکت بود. میرزا محمد تالش که در تشکیل و تثبیت دولت صفوی نقش مؤثری داشت، نخستین حاکم قدرتمند تالش بود که با فراهم آوردن سپاهی از پیاده‌نظام تالش، قدرت‌های اطراف خود را تحت‌الشعاع اقدام خود قرار داد. حاکمان بیه‌پس و بیه‌پیش نیز به تقلید از وی، پیادگان خود را افزایش دادند. تالشان سپاه صفوی به لحاظ تعداد قابل توجهی که داشتند، جدا از سایر ایلات نگهداری می‌شدند. ساختار آن‌ها به گونه‌ای بود که به‌شدت از میرزا محمد تبعیت می‌کردند. سپاه میرزا محمد، بین پانصد تا هزار تن تالشی بود و به پیروی از دستورهای او، تا پای جان مقابل دشمن ایستادگی می‌کردند.
در سال ۱۵۰۶–۱۵۰۵ حاکم آستارا به فرمان شاه، منطقهٔ گسکر را از کنترل امیره حسام‌الدین حاکم بیه‌پس خارج کرد. میرزا محمد مأمور ادامهٔ لشکرکشی تا فومن و سرکوب کامل امیره حسام‌الدین بود که به علت پذیرش درخواست عفو حاکم بیه‌پس از شاه، لشکرکشی متوقف شد. میرزا محمد به همراه قوای خود در جنگ‌های ایران و ازبکان نیز مشارکت داشت و در نبردهایی که به رهایی شهرهای سمنان، دامغان و سبزوار از ازبکان منجر شد، از سرداران اصلی شاه بود. جنگیدن فداکارانهٔ قوای تالش در نبرد مرو تحسین شاه را برانگیخت. پس از سقوط مرو، شاه، ابدال بیگ تالش را به عنوان حاکم جدید مرو منصوب کرده و میرزا محمد تالش را به منظور مطیع نمودن آقا رستم روزافزون حاکم خودخواندهٔ مازندران — که متحد شیبک خان حاکم بخارا (حک. ۱۵۱۰–۱۵۰۶) بود — فرستاد. میرزا محمد به‌تنهایی به این مأموریت رفت.
از سال ۱۵۰۹، امرای استاجلو و روملو تلاش کردند که جایگاه یاران نخستین شاه اسماعیل در دربار از جمله امرای تالش را گرفته و آن‌ها را به مناطق دور از پایتخت مانند خراسان بفرستند. با مرگ شاه اسماعیل و روی کار آمدن شاه تهماسب یکم (حک. ۱۵۷۶–۱۵۲۴)، جنگ قدرت میان امرای قزلباش به شکل علنی آغاز شد. پس از مدتی از به تخت نشستن تهماسب، امرای استاجلو به رهبری کُپِک سلطان، مخالفت با او را آغاز کردند. در جریان یکی از نبردها که در مه ۱۵۲۶ اتفاق افتاد، کپک سلطان از طریق خلخال به سلطانیه آمد اما شکست خورد و به منطقهٔ جنگلی تالش گریخت. او از امیره دباج حاکم بیه‌پس نیروی کمکی گرفت و سال بعد به طرف اردبیل حرکت کرد که باز هم از قوای شاه شکست خورده و این بار کشته شد. قوای باقیماندهٔ کپک سلطان نیز با مشقت بسیار به گیلان رفتند. همراهی بخشی از عناصر تالش با مخالفان تهماسب، در این وقایع نمایان است به طوری که ابدال بیگ تالش — که مدتی بود که از مناصب دولتی برکنار بود — به دلیل همراهی با سران استاجلو، توسط یاران وفادار شاه کشته شد. با این حال، بدنهٔ اصلی تالشان تابع میرزا محمد تالش بود و کاملاً به شاه وفادار ماند بنابراین موقعیت تالشان در دربار دچار تضعیف نشد.

### گسترش نفوذ منطقه‌ای
نافرمانی امیره قباد حاکم آستارا باعث شد که شاه تهماسب در سال ۱۵۴۰–۱۵۳۹ شاهقلی خلیفه ذوالقدر مُهردار را مأمور سرکوب نماید. با رسیدن لشکر شاهقلی به ارچوان، امیره قباد بستگان خود را در جنگل متفرق کرد و به جنگ قوای قزلباش رفت ولی شکست خورد و به جنگل پناه برد. قزلباشان آن‌ها را تعقیب نموده و امیره قباد و ۸۰۰ نفر از لشکریانش را قتل‌عام کردند. پس از این واقعه، حکومت آستارا از سوی شاه به بایندرخان تالش اعطا شد. حاصل شورش امیره قباد، صعود خانوادهٔ بایندرخان به اریکهٔ قدرت بود. آن‌ها توانستند قلمروی تالش را از شمال تا دشت مغان، و از جنوب تا جلگهٔ گیلان امتداد دهند و نفرات سپاه آستارا را به ۳٬۰۰۰ تا ۴٬۰۰۰ نفر افزایش دهند. خانوادهٔ بایندرخان در طول سال‌های طولانی حکومت بر تالش، سیستم قدرتمندی را برای گسترش نفوذ خود در دربار ایجاد کردند. به همین منظور، یکی از امرای تالش به نام حمزه سلطان تالش، با ثروت و سپاهیانی که در اختیار داشت، در قزوین — که آن زمان پایتخت ایران بود — مستقر شده بود. بایندرخان از قدرت و اقتدار قابل توجهی برخوردار بود به‌طوری که یکی از مغضوبان شاه به نام احمد سلطان فومنی را به مدت هشت سال در روستای پوته‌سر جای داد بدون آن که ترسی به دل راه دهد.
گسکر دومین شهر بزرگ تالشان بود و تا اوایل صفویه زیر نظر حاکم بیه‌پس اداره می‌شد اما به دلیل موقعیت اقتصادی و راهبردی، به دستور شاه تهماسب، زیر نظر حاکم آستارا قرار گرفت. با توجه به این که بیه‌پس در سال ۱۵۶۳–۱۵۶۲ به قلمروی خان احمد خان حاکم بیه‌پیش ملحق شده بود، خان احمد قصد تصرف گسکر و بیرون راندن حاکم آن را نیز داشت. به دستور او، حمله‌ای به گسکر تدارک دیده شد که طی آن، سپهسالار گسکر کشته شده و حاکم گسکر به قزوین گریخت. این هجوم باعث کدورت شاه از خان احمد شد. به دستور شاه، امیره ساسان به گسکر رفته و حاکمِ منصوبِ خان احمد را از میان برداشت. همچنین شاه، جمشیدخان، خواهرزادهٔ خودش را به عنوان حاکم بیه‌پس تعیین کرد. عدم تحویل کوچصفهان به حاکم بیه‌پس و سرپیچی‌های مکرر خان احمد، باعث شد که شاه در سال ۱۵۶۷، یولقلی بیگ ذوالقدر را با سپاهیانی جهت اجرای دستورها ارسال کند اما یولقلی بیگ شکست خورده و تمام افرادش به قتل رسیدند. شاه که از این مسئله به شدت خشمگین شده بود، دستور اعزام دو سپاه را داد. سپاه اول به سرکردگی معصوم بیگ صفوی، صدرالدین‌خان صفوی، بایندرخان تالش، امیره ساسان، احمد سلطان وکیلِ جمشیدخان، و کامران میرزا حاکم کوهْدُم از طریق آستارا، کرگانرود، گسکر، کسما و صومعه‌سرا راهی لاهیجان شد. سپاه دوم نیز به سرکردگی حمزه سلطان تالش از قزوین اعزام شد. دو سپاه اعزامی در لاهیجان به هم ملحق شدند. در اثر هجوم حمزه سلطان، خان احمد به سمت کوه‌های اِشْکَوَر رفت که معصوم بیگ دستور تعقیب و دستگیری او را به بایندرخان، امیره ساسان و حمزه سلطان تالش داد. کثرت امرای تالش، حاکی از گسترش نفوذ تالشان در سپاه شاه تهماسب بود. خان احمد در ژانویه ۱۵۶۸ دستگیر شد و امرای قزلباش به حکومت نواحی مختلف گیلان منصوب شدند.
قدرت و نفوذ امرای تالش در دوران شاه تهماسب رو به افزایش بود. حمزه بیگ پسر میرزا محمد تالش، پس از مرگ پدر، به جای او حاکم یزد شد. او قاسم بیگ تالش را به نیابت از خود در یزد گمارد و خودش در مواجهه با ازبکان و تقریباً در حل تمامی مشکلات شرق ایران دخیل بود. حمزه بیگ به پاس خدماتش در نبرد ارزروم (۱۵۵۲)، به منصب دیوان بیگی رسید. حاجی اویس سلطان از امرای بزرگ تالش در سپاه قزلباش بود و تعدادی از امرای تالش به نام‌های ابراهیم خلیفه، قراخان و الپاووت بیگ به حکومت بخش‌های مختلف چخور سعد منصوب شده بودند. ولی اختلاف نظر بین امرای تالش در جریان درگیری‌های جانشینی شاه تهماسب، موجب تضعیف آنان شد. با به قدرت رسیدن حیدر میرزا، پسر تهماسب، حمزه سلطان تالش که مهم‌ترین فرمانده تالشان و از امرای بزرگ سپاه صفوی بود، به طرفداری از حیدر میرزا در مقابل اسماعیل میرزا (حک. ۱۵۷۷–۱۵۷۶) دیگر پسر تهماسب پرداخت. با وجود مخالفت‌های جدی از سوی سایران امیران تالش، نفوذ فوق‌العادهٔ حمزه سلطان باعث شد که اکثریت تالشان از او پیروی کنند. سپاهیان تالش در این زمان به بیش از هزار نفر رسیده بود و حمزه سلطان با سران استاجلو، شیخاوند و سرداران گرجی برای پادشاهی حیدر میرزا تلاش گسترده‌ای انجام داد اما پس از قتل حیدر میرزا، وی نیز توسط سران قزلباش دستگیر و اعدام شد. حمایت بزرگ‌ترین فرمانده تالشان از حیدر میرزا، نقش بزرگی در تضعیف این ایل در میان قزلباشان داشت. با این حال، هنگامی که اسماعیل از اردبیل راهی پایتخت شد، برخی امرای تالش که مخالف پشتیبانی از حیدر بودند، حمایت خود از اسماعیل را اعلام کردند. امیره سیاوش پسر امیره ساسان در روستای خانه‌شیر و تعدادی دیگر از امیران نیز در زنجان‌رود به اردوی شاه ملحق شدند. قتل حمزه سلطان در اثر حمایت از حیدر و گرایش امرای پایین‌تر تالش به اسماعیل، حاکی از اختلاف نظر بین آنان بود.

### جنگ داخلی گیلان
خان احمد خان که از زمان شاه تهماسب در زندان بود، پس از به سلطنت رسیدن شاه محمد خدابنده (حک. ۱۵۸۸–۱۵۷۷) از زندان آزاد شده و دوباره حاکم بیه‌پیش شد. او از بدو ورود به گیلان، به دنبال از میان برداشتن جمشیدخان حاکم بیه‌پس بود و در نوامبر ۱۵۷۹ به جنگ با جمشیدخان پرداخت که به دلیل تدبیر یکی از امرای تالشی بیه‌پس به نام شیرزاد ماکلوانی، خان احمد شکست خورد. خان احمد این بار با جلب حمایت کامران میرزا حاکم کوهدم، توانست قرابهادر سپهسالار بیه‌پس را راضی به توطئه علیه جمشیدخان کند. سرانجام با جلب رضایت درباریان، جمشیدخان در دسامبر ۱۵۸۰ دستگیر شده و پس از دو ماه به قتل رسید. اما خان احمد که از قدرت گرفتن کامران میرزا در بیه‌پس نگران بود، موافقت شاه را برای تقسیم بیه‌پس بین سران ایل استاجلو جلب کرد. شاه با فرستادن سلیمان‌خان استاجلو والی شروان به گیلان، احکامی برای بایندرخان، حمزه‌خان و امیره سیاوش حاکم گسکر صادر کرده و خواستار دستگیری کامران میرزا شد.
در این میان، شیرزاد ماکلوانی به منظور تسلط بر بیه‌پس، با جمع‌آوری لشکر فراوان شورش کرد که در جنگ با لشکر سلیمان‌خان شکست خورد. اعدام شیرزاد ماکلوانی در ژوئیه ۱۵۸۱ موجب ناخشنودی مردم منطقه از قزلباشان و آشوب شد. بایندرخان، حمزه‌خان و امیره سیاوش در ملاقات با سلیمان‌خان، از اعدام شیرزاد اظهار خوشحالی کردند اما از دخالت قزلباشان در گیلان ناراضی بودند و اقدام به کارشکنی کردند. سران قزلباش که منافع موردنظرشان تأمین نشده بود، دچار تفرقه شدند. در اثر تعرض مداوم مردمان گیلک و تالش، آن‌ها تصمیم گرفتند که هرچه زودتر و به کمک نیروهای بایندرخان، امیره سیاوش و کامران میرزا، به سمت قزوین حرکت کنند. بعد از حرکت سپاه سلیمان‌خان، بایندرخان و امیره سیاوش بدون خداحافظی از سپاه قزلباش جدا شده و مردم منطقه ضمن مسدود کردن راه‌ها در جنگل، به جنگ با سپاه قزلباش پرداخته و بسیاری را به قتل رساندند.
خروج امرای استاجلو از گیلان، پایان مناقشات نبود. به فرمان شاه، محمدامین‌خان، پسر دوم جمشیدخان، حاکم جدید بیه‌پس شد و علی بیگ سلطان فرزند احمد سلطان، به وکالت محمدامین‌خان منصوب شد. همچنین حاکم گسکر ملزم شد که در صورت هجوم خان احمد به بیه‌پس، به کمک علی بیگ سلطان بشتابد. فردی به مخالفت با علی بیگ سلطان ظهور کرد که توسط شیرزاد سلطان سپهسالار رشت سرکوب شد. اما شیرزاد سلطان، خود، مدعی جدیدی شده و با برداشتن محمدامین‌خان شورش نمود. امیره سیاوش در آوریل ۱۵۸۴ به جنگ با او پرداخت و محمدامین‌خان را به علی بیگ سلطان بازگرداند. شیرزاد سلطان از سوی خان احمد، سپهسالار کوچصفهان شد و دوباره قصد تصرف فومن کرد که باز هم ناکام ماند. او این بار ابراهیم‌خان پسر بزرگ جمشیدخان را برداشته و راهی فومن شد. علی بیگ در جنگ شکست خورد و به نزد امیره سیاوش رفت تا از او کمک بگیرد. شیرزاد سلطان پس از اطلاع از لشکرکشی بزرگ حاکم گسکر، ابراهیم‌خان را برداشته و به لاهیجان نزد خان احمد رفت. از سوی دیگر، محمدامین‌خان که همراه علی بیگ سلطان به ماسوله سفر کرده بودند، با نقشهٔ خان احمد، به طریقی ربوده شده و به لاهیجان آورده شدند.
شیرزاد سلطان که از توطئهٔ خان احمد آگاه شده بود، به منظور صلح با علی بیگ و مقابله با خان احمد، از امیر حمزه‌خان تالش — که چندی پیش، پدرش بایندرخان را کنار زده و خودش حاکم آستارا شده بود — دعوت کرد که مراسم ازدواج دخترش با ابراهیم‌خان را برگزار کند و با تقسیم نمودن بیه‌پس بین پسران جمشیدخان، قتل و خونریزی را به مصالحه تبدیل کند. یک سال قبل از قتل جمشیدخان، پسرش ابراهیم‌خان، دختر امیر حمزه‌خان را نامزد کرده بود. امیر حمزه‌خان موافقت خود را اعلام کرد. او به همراه پسرانش و سران سپاه تالش، به گسکر آمد و به اتفاق شوهرخواهرش امیره سیاوش، به فومن رفتند. در اواخر ۱۵۸۵، پیمان صلح علی بیگ و شیرزاد با میانجی‌گری امیر حمزه‌خان منعقد شد و همگی به سوی رشت روانه شدند. براساس مفاد صلح، مقرر شده بود که امیر حمزه‌خان طی نامه‌ای به خان احمد، محمدامین‌خان را به رشت بیاورد و با واگذاری رشت به او، اختلافات گسترده و جنگ طولانی را پایان ببخشد. علی بیگ به همراه ابراهیم‌خان به فومن بازگشت و محمدامین‌خان نیز در خشکبیجار رشت مستقر شد.

### تسلط دولت مرکزی
شاه عباس یکم (حک. ۱۶۲۹–۱۵۸۸) به محوریت عناصر سیاسی و نظامی استاجلو به قدرت رسید و سایر عناصر قزلباش از جمله تالشان آستارا به حاشیه رفتند. آن‌ها با حمایت از تاج‌گذاری شاه جدید، برای پرداخت خراج به پایتخت رفتند تا بتوانند حاکمیت‌های محلی خود را حفظ کنند امیرحمزه خان پیش از بسیاری از حاکمان محلی و منطقه‌ای، خود را به پایتخت رساند و با مرشدقلی خان استاجلو وکیل دیوان اعلیٰ دیدار کرد. با این حال، به زودی شاه عباس درصدد کاهش قدرت حاکمان محلی برآمد و سیاست تمرکزگرایی را در پیش گرفت. در ابتدای حکومت شاه عباس، تعدادی از بزرگان ایلات استاجلو و شاملو که محکوم به مرگ بودند، از قزوین گریخته و به لاهیجان پناه بردند. از سوی دیگر، دعوت خان احمد از مراد سوم سلطان عثمانی (حک. ۱۵۹۵–۱۵۷۴) برای تصرف گیلان در جریان جنگ ۱۵۹۰–۱۵۷۸ با عثمانی، موجب خشم شاه عباس شد. شاه که به دنبال بهانه‌ای برای لشکرکشی به گیلان بود، پیشنهاد ازدواج پسر خود با دختر خان احمد را مطرح کرد که ابتدا با مخالفت خان احمد مواجه شد. مراسم ازدواج سرانجام در ژوئن ۱۵۹۱ انجام شد اما خان احمد که از حملهٔ قریب‌الوقوع شاه نگران بود، نامه‌ای به سلطان عثمانی نوشت و از او خواست که شاه را از حمله به گیلان منصرف کند. شاه عباس، خان احمد را به قزوین احضار کرد اما او سر باز زد و بدین‌ترتیب، فرمان فتح بیه‌پیش در آوریل ۱۵۹۲ به فرهادخان قرامانلو حاکم اردبیل صادر شد. فرهادخان و برادرش ذوالفقارخان با لشکر بزرگی از قزلباشان، از راه تالش وارد گیلان شدند. امیره سیاوش و علی بیگ نیز به فرمان شاه، به لشکر قزلباش ملحق شدند. پس از جنگی خونین، قزلباشان در ۱۶ ژوئیه لاهیجان را فتح کردند. دو روز بعد، شاه عباس وارد لاهیجان شد و پاره‌های گیلان را به قلمروی سلطنتی ملحق کرد. بخشی از قوای تالش شمالی در این لشکرکشی تحت فرمان فرهادخان بودند.
شاه عباس قصد تسخیر کل گیلان را داشت به همین جهت لازم بود که حاکمان محلی را به‌شدت تضعیف یا به‌کلی از بین ببرد. به زعم او، این حاکمان با انکار اطاعت از وی، یاغی شده بودند بنابراین تصمیم گرفت که حکومت‌های محلی را پایان داده و امور مناطق فوق را به افرادی تحت عنوان وزیر بسپارد. به همین بهانه، به شکارگاه قزل‌آغاج رفت. فرهادخان که در خدمت شاه بود، امیره سیاوش و علی بیگ را به قزل‌آغاج فراخواند و در آن‌جا دستگیر نمود. از زمان سرنگونی خان احمد، علی بیگ با دریافت رتبهٔ خان، حاکم بیه‌پس شده و حکومت خلخال نیز به امیره سیاوش واگذار شده بود. دستگیر کردن امیره سیاوش، ضربه‌ای به حاکم قدرتمند تالش امیرحمزه خان که برادرزن او بود، به حساب می‌آمد. امیر حمزه‌خان که می‌دانست شاه عباس در پی تصرف کل تالش و گماردن قزلباشان ترک‌تبار به جای حاکمان تالش است، از حکم شاه برای حضور در قزل‌آغاج تخطی کرد. او علاوه بر رابطهٔ خویشاوندی با امیره سیاوش، رابطهٔ دوستانه‌ای نیز با علی‌خان داشت به همین دلیل از سوی شاه متهم شد که در امور بیه‌پس و گسکر دخالت می‌کند.
شاه عباس در جهت تضعیف حاکم تالش، لنکران را به ذوالفقارخان امیرالامرای آذربایجان واگذار کرد و برادر دیگرش الوند سلطان قرامانلو را به حکومت لنکران فرستاد اما امیر حمزه‌خان با ورود الوند سلطان به لنکران مخالفت کرد. به دستور شاه، سپاهیان اردبیل برای استقرار الوند سلطان، روانهٔ لنکران شدند. امیر حمزه‌خان در جنگ با قزلباشان شکست خورد و به قلعهٔ شِنْدان عقب‌نشینی کرد. او به دلیل دشمنی طایفهٔ قرامانلو با تالشان، حاضر به تسلیم در برابر ذوالفقارخان نبود و مقاومت چندین ماههٔ سپاه تالش، باعث وارد شدن تلفات به سپاه ذوالفقارخان شده بود. سرانجام در نوامبر ۱۵۹۲ حسین‌خان شاملو، حاکم قم، به دستور شاه به شندان رفته و با تضمین جانی امیر حمزه‌خان و خانواده‌اش، محاصره را پایان داد. امیر حمزه‌خان از راه دریا به شروان — که براساس پیمان فرهادپاشا، به عثمانی واگذار شده بود — رفت. کینهٔ شاه عباس از حاکم آستارا، ناشی از عدم همراهی امیر حمزه‌خان با حامیان عباس در نزاع برای به دست آوردن تاج‌وتخت بود. در باورهای عامه مردم آستارا، روایتی از یک زن وجود دارد که حکومت بخشی از تالش را داشت و در اثر حملهٔ قزلباشان، به جنگل پناه برده بود. این زن پس از مدتی دستگیر، و به دستور شاه عباس زنده سوزانده شد.
تالش از زمان سرنگونی امیر حمزه‌خان، در تیول ذوالفقارخان قرار گرفت و الوند سلطان به کمک طبقهٔ شیخاوند و شاهسون‌ها بر لنکران حاکم شد. ذوالفقارخان از قوای تالش برای سرکوب علی‌خان فومنی در مارس ۱۵۹۴ استفاده کرد. فرهادخان قرامانلو که وزارت گیلان را برعهده داشت، در اوت ۱۵۹۸ به دستور شاه عباس کشته شد و خواجه محمدشفیع خراسانی جایگزین او شد. شاه عباس تمام تیول‌های گیلان را از تیول‌داران گرفت و گیلان را — که در این برهه، مناطق حکومتی آستارا و گسکر جزو آن نبود — املاک خاصه اعلام کرد. شاه در سال ۱۶۰۱–۱۶۰۰ وزارت آستارا را نیز به خواجه محمدشفیع سپرد. پس از اعدام فرهادخان، لنکران که تیول فرهادخان بود، به ذوالفقارخان واگذار شد؛ یادگارعلی سلطان تالش یوزباشیِ قورچیان تالش شد و ادارهٔ امور آستارا به یکی از ملازمان سابق فرهادخان با نام اَخی سلطان چاکرلو سپرده شد. در سال ۱۶۰۴ و در خلال جنگ ۱۶۱۸–۱۶۰۳ با عثمانی، تالشان مأمور یاری‌رساندن به کنستانتین‌خان برای بازپس‌گیری شروان بودند.
آستارا و گسکر در سال ۱۶۰۶–۱۶۰۵ از تیول ذوالفقارخان خارج شده و به املاک خاصه ملحق شدند. همچنین مناطق مذکور به بهزاد بیگ استرآبادی — که بیه‌پس و بیه‌پیش را دراختیار داشت — سپرده شد که بهزاد بیگ نیز امیره جمشید بیگ را به ادارهٔ امور آستارا فرستاد. در سال ۱۶۱۰، خواجه محمدرضا وزیر آذربایجان به آستارا حمله کرد و با دستگیر کردن گماشتهٔ بهزاد بیگ، بر این منطقه دست یافت. بهزاد بیگ عده‌ای را مسلح ساخته و به جنگ او فرستاد که سارو خواجه در برابر قوای اعزامی بهزاد بیگ عقب‌نشینی کرد. وزیر آذربایجان ادعا داشت که آستارا و گسکر متعلق به آذربایجان است و این مسئله، واکنش وزیر گیلان را باعث شده بود. پس از سرنگونی امیر حمزه‌خان، آستارا فاقد حاکم بود. امیر حمزه‌خان در شماخی، مرکز ایالت شروان، توسط دو نفر از یاران سابق خود به قتل رسیده و خانواده‌اش زندگی سختی داشتند. همسر حمزه‌خان، توانست با زینب بیگم عمهٔ پرنفوذ شاه ارتباط گرفته و اجازهٔ بازگشت خود و فرزندانش به ایران را از شاه دریافت کند. آن‌ها دو سال نیز در ایران سرگردان بودند تا بالاخره مورد بخشش شاه قرار گرفته و حکومت آستارا به بایندرخان یکی از پسران زندهٔ امیر حمزه‌خان واگذار شد. بایندر دوم در طول ۱۸ سال حکومت، نتواست تسلط خود را بر کل تالش برقرار کند و حکومت لنکران همچنان در اختیار حاکم اردبیل بود.

### بازیابی قدرت محلی
با مرگ بایندر دوم، شاه عباس، برادرش ساروخان را به حکومت آستارا منصوب کرد. چند ماه پس از روی کار آمدن ساروخان، شاه عباس درگذشت و شاه صفی یکم (حک. ۱۶۴۲–۱۶۲۹) به سلطنت رسید. با مرگ شاه عباس، گروهی از توانمندان گیلانی ضمن بیرون راندن گماشتگان قزلباش، یکی از بازماندگان خاندان اسحاقوندی به نام کالنجار سلطان را به عنوان شاه انتخاب کردند و وی را عادل‌شاه نامیدند. عادل‌شاه و هوادارانش در آوریل ۱۶۳۰، مراکز حکومتی لاهیجان، رشت و فومن را تصرف نموده و خانه‌های بزرگان صفوی را به آتش کشیدند. شاه صفی در ۱۴ آوریل، ساروخان تالش حاکم آستارا را مأمور سرکوب شورش، و سایر حاکمان محلی را به یاری ساروخان ملزم کرد. ساروخان که گرگین‌خان حاکم گسکر نیز به او ملحق شده بود، دو روز بعد از حکم شاه صفی، فومن و رشت را از دست عادل‌شاه بیرون کرد و به تعقیب او ادامه داد. عادل‌شاه که برای حمله به ساروخان، در کوچصفهان موضع گرفته بود، با از دست دادن بیش از ۸٬۰۰۰ نفر، به جنگل‌های بیه‌پیش گریخت و پس از چند روز دستگیر شده و به اصفهان فرستاده شد. ساروخان و متحدانش پس از سرکوب شورش، وارد لشت نشا خاستگاه آن شدند و رهبران شورش را اعدام کردند. ساروخان در ۱۶ ژوئیه برای سامان دادن به اوضاع آشفته، وارد لاهیجان شد و به دستور شاه، به مشکلات بازرگانان ایرانی و روسی که اموال‌شان غارت شده بود، رسیدگی کرد.
ساروخان به حاکمان محلی اجازه داد که به مناطق خود بازگردند اما خودش دو ماه در لاهیجان ماند و به عنوان حاکم نظامی گیلان، تمام سرکشان و سارقان را مجازات نمود. او به کمک بزرگان تالش، اموال سرقت‌شده را مسترد کرد، مطالبات مردمان غارت‌شده را پیگیری نمود، و پس از برقراری امنیت در مناطق مختلف، به آستارا بازگشت. بی‌باکی ساروخان در جنگ با سپاه عادل‌شاه، و اقدامات پس از جنگ او، تشویق و تحسین شاه را به همراه داشت. تمام مردم گیلک از حمل هر نوع اسلحه منع شدند و فقط اجازهٔ استفاده از داس برای کشاورزی داشتند با این حال تالشان مشمول هیچ محدودیتی نشده و مجاز به حمل هر نوع سلاحی بودند. بهار سال بعد، شاه صفی به آستارا آمده و میهمان شخص ساروخان شد. تسلط ساروخان به آداب دیپلماتیک و اطمینان شاه از او باعث شد که در حل و فصل مشکلات ایران با همسایگان به عنوان نمایندهٔ تام‌الاختیار شاه اعزام شود. ساروخان توانست تسلط خود را تا دیناچال برقرار کند. البته حاکم آستارا در مقابل دولت مرکزی قرار نداشت و قدرت‌گیری او ناشی از تبعیت محض از شاه بود. او ضمن حضور موفق در دربار شاه عباس دوم (حک. ۱۶۶۶–۱۶۴۲)، بیش از گذشتگان خود، موفق به برقراری نظم و امنیت در تالش شد. سپاه آستارا در جنگ ۱۶۵۳–۱۶۵۱ با روسیه، تحت فرماندهی خسرو سلطان ارمنی حاکم شروان و به منظور نابودی قلعه‌هایی که توسط روس‌ها در داغستان ساخته شده بود، شرکت داشت.

### تهاجم دو امپراتوری

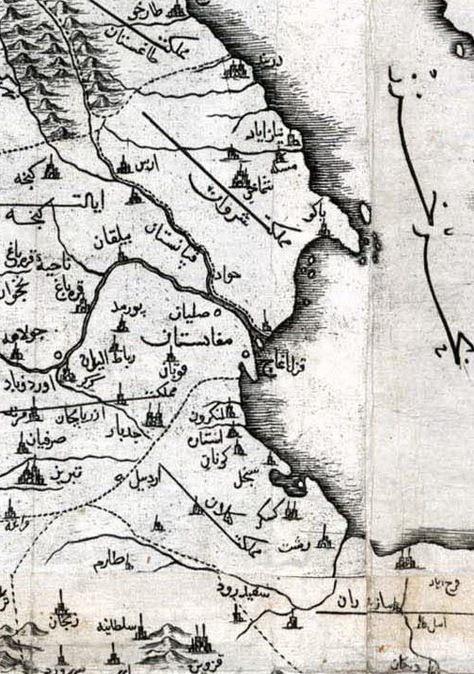
نقشهٔ ممالک ایران از ابراهیم متفرقه در سال ۱۷۲۹.

در اواخر سدهٔ هفدهم، مرزهای ایران از هر سو تحت فشار بود و در این میان، مناطق شمالی از آستارا تا فرح‌آباد مورد تاخت‌وتاز عشایر ترکمن قرار داشت. قزاق‌های ساکن اطراف رودخانهٔ دُن در سال ۱۶۳۶ به روستاهای آستارا حمله کرده و به قتل و غارت پرداختند. تهاجم قزاق‌ها به سواحل گیلان در سال‌های بعد به تحریک الکسی یکم تزار روسیه (حک. ۱۶۷۶–۱۶۴۵) ادامه داشت و خسارات سنگینی به مردم و اموال بازرگانان وارد کرد. در تهاجم سال ۱۶۶۷ به فرماندهی استپان رازین، نبرد دریایی سنگینی در جزیرهٔ ساری لنکران رخ داد که تلفات بسیاری به قوای ایرانی وارد شد.
با شروع سدهٔ هجدهم، روس‌ها آرام آرام برای حضور بیشتر در منطقه گام برداشتند. برقراری امنیت و ثبات در تالش توسط شاهان صفوی از طریق حمایت از فئودال‌ها به دست می‌آمد. اوضاع وخیم آخرین سال‌های حکومت شاه سلطان‌حسین (حک. ۱۷۲۲–۱۶۹۴) موجب شد که زمین‌داران بزرگ، منافع خود را در گرایش به روسیه جست‌وجو کنند. با این حال، حسین احمدی (زادهٔ ۱۳۴۳) پژوهشگر معاصر، معتقد است که بدنهٔ اصلی تالش از نظر دینی، ملی، و حتی آداب و رسوم، هیچ سنخیتی با روس‌ها نداشت و قرارگرفتن تحت سلطهٔ روسیه را گناه نابخشودنی می‌دانست و این نارضایتی را از طریق ارسال طومارهایی به پایتخت نشان داد. واقعهٔ تاراج شماخی توسط لزگی‌ها که غارت کالاهای بازرگانان روس را نیز در پی داشت، بهانهٔ لازم برای آغاز لشکرکشی به ایران را به پتر یکم امپراتور روسیه (حک. ۱۷۲۵–۱۶۸۲) داد. سربازان پتر، دربند و باکو را اشغال کردند و عثمانی‌ها نیز با تصرف تفلیس، ایروان، گنجه و نخجوان به این عمل روسیه پاسخ دادند. همزمان، هوتکیان نیز عزم تسخیر گیلان را داشتند. کنسول روسیه در رشت، با ترساندن حاکم گیلان از افغان‌ها، او را وادار کرد که در ازای رفع محاصرهٔ افغان‌ها، شهر رشت را در اختیار روس‌ها قرار دهد. حاکم گیلان موافقت کرد و چهارده کشتی جنگی به فرماندهی فئودور سویمونوف و نیکلای شیپوف در نوامبر ۱۷۲۲ وارد ساحل گیلان شد.
در پی گزارش حاکم گیلان به شاه تهماسب دوم (حک. ۱۷۳۲–۱۷۲۲) از تصرف رشت توسط روسیه، تهماسب در فوریه ۱۷۲۳ دستور اخراج روس‌ها را به حاکم گیلان داد. حیدرخان تالش حاکم آستارا در نامه‌ای به تهماسب اعلام کرد که می‌تواند ۱۲٬۰۰۰ تن — که ۸٬۰۰۰ تن از آنان از تالش باشد — را برای بیرون راندن روس‌ها بسیج کند. شاه نیز وی را به فرماندهی لشکر فوق منصوب کرده و به حاکم گیلان دستور داد که با حاکم آستارا و حاکم گسکر برای مقابله با روس‌ها همکاری کند. این سه نفر مجموعاً ۲۰٬۰۰۰ تن را جمع‌آوری کردند و در اواخر مارس کارزار کردند اما از سپاه شیپوف که مجهز به توپ و تفنگ بود، شکست خوردند. براساس پیمان سن‌پترزبورگ که سپتامبر ۱۷۲۳ منعقد شد، ولایت‌های داغستان، شروان، گیلان، مازندران و استرآباد در اختیار روسیه قرار گرفت بنابراین تالش زیر سلطهٔ روسیه درآمد. واسیلی لواشف به حکومت گیلان منصوب شد و میخائیل ماتیوشکین — که در ژوئیه، باکو را تصرف کرده بود — مأمور تصرف تالش شد. ماتیوشکین به رؤسای تالش پیغام داد که باید فرمانبر روسیه باشند. میرعباس‌خان تالش حاکم لنکران، در ۲۳ اوت نامه‌ای به حاکم نظامی باکو نوشت و تبعیت خود را از قوای روس اعلام نمود.
حیدرخان که از آستارا خارج شده بود، با بیست هزار نیرو در پناه جنگل به مقاومت پرداخت ولی روس‌ها پس از نبردی خونین، مقاومت آستارایی‌ها را در هم شکستند. ماتیوشکین با ده تا دوازده هزار نفر نیروی خود، لنکران و آستارا را تصرف کرد و قلعه‌های متعدد در این دو شهر به منظور برقراری ادارهٔ حکومت تزاری بنا کرد. همچنین یحیی‌خان تالش از طرف روس‌ها به عنوان حاکم آستارا گمارده شد. در همین حال، مرزهای غربی ایران نیز از سوی عثمانی مورد تهاجم واقع شده بود. براساس پیمان استانبول در ژوئن ۱۷۲۴، در ازای به رسمیت شناختن کنترل روسیه بر سرزمین‌های شمالی ایران توسط امپراتوری عثمانی، امپراتوری روسیه نیز کنترل عثمانی بر سرزمین‌های آذربایجان، کردستان، کرمانشاه و همدان را به رسمیت شناخت. حزین لاهیجی که در این دوران، برای دیدار با اقوام خود به آستارا آمده بود، از فرار بزرگان شهر و دوستان خود، ویرانی گسترده و همه‌گیری طاعون بر اثر استیلای روس‌ها گفته‌است.
در پاییز ۱۷۲۵، قوای عثمانی تا اردبیل پیش‌روی کرده و به مجاورت مناطق تحت کنترل روس‌ها رسیدند. لواشف در ۲۳ دسامبر از فرماندهان عثمانی خواست که به مفاد پیمان استانبول پایبند مانده و با ترک نمودن اردبیل، از قوای روس فاصله بگیرند اما ترک‌ها بی‌توجه به هشدار فرمانده روس، در سال ۱۷۲۶ آستارا و کرگانرود را نیز تصرف کردند. علی پاشای اردبیل در پاسخ به اعتراض لواشف چنین استدلال کرد که مناطق یادشده نه‌تنها از هیچ‌یک از سه طرف — روسیه، عثمانی و هوتکیان — تبعیت نمی‌کنند بلکه بعضی از اهالی مناطقی که در اختیار عثمانی است، در اینجا پناه گرفته و به لشکریان عثمانی حمله می‌کنند بنابراین برای پایان دادن به حملات فوق، سپاه عثمانی وارد این مناطق شده‌است. به اذعان لواشف، ورود عثمانی به آستارا با دعوت بخشی از مردم بود چرا که آن‌ها ترجیح می‌دادند به جای تبعیت از روسیهٔ مسیحی، از عثمانیِ مسلمان تبعیت کنند. با این حال، سیاست سخت‌گیرانهٔ مالیاتی ترک‌ها، به‌سرعت منجر به شورش شد. به استناد گزارشی از لواشف در اکتبر ۱۷۲۶، موسی‌خان تالش متحد عثمانی بود و تعدادی از سربازان ترک، وظیفهٔ حفاظت از او را داشتند. میرعباس‌خان حاکم لنکران نیز به اصرار برادرش میرعزیزخان به عثمانی متمایل شد ولی پس از مدتی، با ارسال نامه به حاکم نظامی باکو، از او درخواست اسلحه و مهمات کرد و خود نیز تا رسیدن مهمات، به جزیرهٔ ساری رفت تا از تعرض قوای عثمانی در امان باشد ولی ترک‌ها از چرخش میرعباس‌خان به سمت روسیه باخبر شده و او را به قتل رساندند. میرعزیزخان پس از برادرش به حکومت لنکران رسید و بلافاصله متقاضی حمایت روس‌ها شد.
حاکم آستارا که چهرهٔ اصلی شورش علیه عثمانی بود، برای در امان ماندن از مجازات ترک‌ها، به روس‌ها نزدیک شد. با خروج قوای ترک از آستارا، موسی‌خان در پاییز ۱۷۲۶ به رشت رفته و ضمن اعلام تبعیت از روسیه، از واسیلی دولگوروکوف فرمانده کل سپاه روسیه در ایران، درخواست کرد که از او در برابر انتقام ترک‌ها محافظت کنند. موسی‌خان، پسرش و ریش‌سفیدانی که او را همراهی می‌کردند، در ۸ دسامبر رسماً سوگند وفاداری به روسیه یاد کردند. بیژن سلطان حاکم قزل‌آغاج نیز در ۱۸ مارس ۱۸۲۷ به رشت رفته و تحت‌الحمایگی روسیه را پذیرفت. به این ترتیب، زمینهٔ استیلای مجدد روس‌ها در تالش فراهم شد. دولگوروکوف به منظور تسلط بر منطقه، یوهان اِسْتیرْشانْتْس را با ۵۰۰ نفر در ژانویه ۱۸۲۷ به آستارا فرستاد و پس از او، خود با ۳۰۰ دراگون راهی آستارا شد. موسی‌خان متعهد به پرداخت خراج از عواید آستارا شد. دولگوروکوف نیز وعدهٔ جلب موافقت امپراتور روسیه با تداوم حکومت موسی‌خان را داد. دولگوروکوف، ضمن دستور احداث یک قلعه در آستارا، ادارهٔ مناطق آستارا، کرگانرود و لنکران را به استیرشانتس سپرد. پس از تثبیت وضعیت در آستارا، استیرشانتس به سمت لنکران روانه شد. میرعزیزخان در ابتدا موضع منفی در برابر سلطهٔ روسیه داشت ولی پس از کمی زدوخورد، متوجه شد که تاب مقاومت در برابر روس‌ها ندارد بنابراین تحت‌الحمایگی روسیه را پذیرفت و متعهد به پرداخت خراج سالانه شد. استیرشانتس قلعه‌ای نیز در جیل لنکران احداث کرد. علی‌رغم پذیرش اتحاد با روسیه توسط میرعزیزخان، مصطفی پاشای اردبیل به دفعات تلاش کرد که او را مجدداً به اتحاد با عثمانی ترغیب کند.

### احیای حاکمیت ایرانی
در فقدان اقتدار دولت مرکزی، سراسر منطقه درگیر رقابت قدرت بین سران محلی بود. در مجاورت تالش وضعیت به گونه‌ای بود که اغورلو خان حاکم منصوب شاه تهماسب برای مغان بود ولی ترک‌ها صفی‌قلی‌خان را از طرف خودشان حاکم مغان کرده و روس‌ها نیز علی‌قلی‌خان را حاکم مغان و سالیان تعیین کرده بودند. با وجود حاکمیت یحیی‌خان در آستارا تحت حمایت روسیه، سبحان‌وردی‌خان حاکم منصوب شاه تهماسب در کل تالش بود. اختلاف بین سران تالش منجر به تقسیم آن بین چند حاکم شده بود به طوری که در لنکران و اطراف آن میرعزیزخان، در آستارای شمالی و قزل‌آغاج موسی‌خان، و در آستارای جنوبی محمدحسین‌خان دارای قدرت بودند. موسی‌خان در سال ۱۷۲۷ با گردآوری قشون زیاد و با حمایت روسیه، رقبای خود را از صحنه خارج کرد و آستارا را مرکز حکومت خود قرار داد. برای حل مشکلات مرزیِ پیمان استانبول، پیمان دیگری در ۱۲ دسامبر ۱۷۲۷ بین روسیه و عثمانی منعقد شد که براساس آن، کنترل روسیه بر مناطق مَشکور، نیازآباد، جواد، سالیان، قزل‌آغاج، لنکران، آستارا و بخشی از کوه‌های تالش رسمیت یافت. پیمان مذکور، تنش بین دو امپراتوری را پایان نداد. ترک‌ها تعدادی از مردم محلی را به سوی خود جلب کرده و توسط شخصی به نام فیصل، صدمات سنگینی به روس‌ها وارد کردند. فیصل در سال ۱۷۲۸ با حدود ۶۰۰ تا ۷۰۰ نفر، مجموعه‌ای از حملات چریکی به آستارا را رهبری کرد.
سرکردگان روسی ضمن محدود کردن قدرت حاکمان فئودالِ محلی، با سوءظن شدیدی نسبت به آنان رفتار می‌کردند. نتیجهٔ این سیاست، فاصله گرفتن موسی‌خان از روسیه بود. او در اوت ۱۷۳۰ به محمدقلی‌خان پاشای خلخال و ضرب‌علی بیگ حاکم کرگانرود ملحق شد و حملاتی به سربازان روسی داشت. مأموران روسی، موسی‌خان را به همراه محمدقلی‌خان در اردبیل ردیابی کرده بودند. هنگامی که موسی‌خان در سپتامبر به آستارا بازگشت، با درنظر گرفتن اعتبار او بین مردم، سرکردگان روسی تداوم حاکمیتش را تأیید کردند. در سپتامبر، شورش‌هایی در لنکران و ارچوان نیز روی داد. شورش سراسری در کرگانرود موجب شد که ایگور فامینْتْسین حاکم نظامی گیلان، دستهٔ ۵۰۰ نفره از نیروهای روسی را به فرماندهی نیکیتا ِاسْتوپیشین در ۱۳ دسامبر به کرگانرود اعزام کند. استوپیشین تا ۱۳ ژانویه ۱۷۳۱، چندین روستا را به آتش کشیده و شورشیان بسیاری را به قتل رساند. مجموعهٔ این قیام‌ها نشان از عدم سازش مردم بومی با روس‌ها بود. از سوی دیگر، روس‌ها نیز وضعیت نامناسبی داشتند و شیوع بیماری، گریبان آن‌ها را گرفته بود. حاکم نظامی آستارا، سرلشکر استیرشانتس در سال ۱۷۲۸ درگذشت و هیچ ژنرالی برای جایگزینی با او وجود نداشت. سرلشکر فامینتسین نیز که در سال ۱۷۳۱ درخواست جابجایی از گیلان را داده بود، پیش از رسیدن دستور از سنت پترزبورگ، در آستارا درگذشت. سرانجام ظهور نادرخان افشار (حک. ۱۷۴۷–۱۷۳۶) و انعقاد پیمان رشت در فوریه ۱۷۳۲، منجر به تخلیهٔ منطقه از روس‌ها شد. قدرت گرفتن نادر باعث جذب حاکمان نواحی مختلف تالش به ایران شد که موسی‌خان نیز در این میان، مستثنی نبود.

## اقتصاد
ثبات سیاسی، تمرکزگرایی شدید حاکمیت، امنیت داخلی و ایمنی جاده‌ها باعث رونق اقتصاد ایران به‌خصوص رونق تجارت در دوران شاه عباس یکم شد. به فرمان شاه، بهزاد بیگ وزیر گیلان در سال ۱۶۱۱–۱۶۱۰ به تعمیر و بازسازی جاده‌ها و پل‌های گیلان از آستارا تا تنکابن پرداخت که رونق دوبارهٔ تجارت در گیلان را در پی داشت. آستارا و لنکران جزو شهرهای مهم در مسیرهای تجاری شمال ایران بودند. همچنین آستارا در مسیر جاده‌های تجارت ابریشم قرار داشت. تالش به عنوان تنها راه ارتباطی گیلان و مازندران به آذربایجان، قفقاز و روسیه، از اهمیت ویژه‌ای برخوردار بود.
بارندگی و رطوبت بالا در تالش، زمینهٔ مساعدی برای کشت محصولات کشاورزی ایجاد می‌کرد. سرزمین باتلاقی تالش برای رشد درخت توت بسیار مناسب بود بنابراین یکی از محصولاتی که در تالش تولید می‌شد، ابریشم بود. کیفیت ابریشم تالش از ابریشم رشت و فومن پایین‌تر بود و بیشترین ابریشم در تالش جنوبی تولید می‌شد. گسترش صنعت ابریشم از زمان شاه تهماسب یکم آغاز شد و در زمان شاه عباس یکم با کوچانیدن ارمنی‌ها و گرجی‌ها — که در این زمینه تخصص داشتند — به گیلان و مازندران، رشد فوق‌العاده‌ای یافت. در اثر گسترش صنعت ابریشم در تالش، نمایندگان کشورهای فرانسه، سوئیس، میلان، ونیز، یونان، عثمانی و روسیه با افتتاح تجارت‌خانه‌هایی در گیلان، سعی می‌کردند ابریشم تالش را خریده و از راه تالش شمالی به اروپا ببرند. انگلستان از طریق شرکت مسکووی، برای به دست گرفتن تجارت ابریشم تالش، یک کارخانهٔ ابریشم در گسکر تأسیس کردند و به همین منظور، کشتی‌هایی در دریای خزر به راه انداختند. تجارت انگلیسی‌ها تا قبل از آغاز حملات دزدان دریای قزاق به سواحل خزر در ۱۶۳۶، از رونق زیادی برخوردار بود. بخش زیادی از واردات ابریشم در ایتالیا، از ابریشم تولیدشده در ایران بود و ابریشم تولیدی در هر منطقه از ایران، با عنوان به‌خصوصی شناخته می‌شد که ابریشم تالش، «سِتا تالانی» نام داشت. به نظر می‌رسد ابریشم چین قابلیت رقابت با ابریشم تالش در کیفیت و قیمت را نداشت.
اواخر سدهٔ هفدهم، امنیت نسبی در سواحل غربی خزر برقرار شد و تجارت ابریشم نیز از سر گرفته شد. مهم‌ترین کشوری که در این دوران وارد منطقه شد، روسیه بود. قسمت عمدهٔ درآمد ایران از تجارت خارجی در دوران شاه سلیمان یکم (حک. ۱۶۹۴–۱۶۶۶) از طریق عواید گمرکی بر روی ابریشم گیلان بود و عمدهٔ تجارت ابریشم گیلان نیز در دست ارمنی‌ها بود که روابط خوبی با روسیه داشتند. روسیه سعی کرد توسط ارمنی‌ها، تجارت ابریشم را به دست بگیرد. پتر یکم امپراتور روسیه طی قراردادی در سال ۱۷۱۱، از آن‌ها خواست که ضمن خریداری ابریشم برای روسیه، تجارت ابریشم به اروپا را به جای عبور از عثمانی، از مسیر روسیه انجام دهند. یک دهه بعد که روس‌ها سواحل خزر را تصرف کردند، رأساً به خرید ابریشم دست زدند اما پس از مرگ پتر یکم، روس‌ها قادر به تحقق اهداف خود نشدند. آن‌ها در سال ۱۷۳۴ قراردادی با انگلیسی‌ها بستند تا انتقال ابریشم از مسیر روسیه به اروپا توسط انگلیسی‌ها انجام شود. چهار سال بعد، تعدادی از بازرگانان انگلیسی توانستند اجازهٔ تأسیس یک کارخانهٔ ابریشم در گیلان را از نادرشاه دریافت کنن. انگلیسی‌ها سرمایه‌گذاری گسترده‌ای در گسکر انجام داده بودند و همین امر موجب شد که جوناس هنوی در سال ۱۷۴۴ وارد گیلان شود. شورش‌های مردم تالش علیه نادرشاه از آستارا در سال ۱۷۴۴ شروع شد و دامنهٔ آن تا سال ۱۷۴۷، به گسکر کشیده شد. این وضعیت نابسامان باعث شد که بازرگانان انگلیسی مقیم گسکر از سفیر انگلستان در روسیه بخواهند که از منافع آن‌ها دفاع کند و دو فروند کشتی در اختیارشان بگذارد تا بتوانند اموال‌شان را از ایران خارج کنند. نیاز شدید روسیه به برنج از یک سو، و رکود تجارت ابریشم از سوی دیگر موجب شد که کِشت برنج جایگزین نوغان‌داری شده و به مهم‌ترین محصول تولید تالش تبدیل شود. در مناطق خشک‌تر تالش، کشت گندم، ذرت و پنبه نیز رواج داشت.
در سال ۱۷۴۴، فشار مالیاتی باعث شورش در آستارا شد. تالشان با اخراج مأموران مالیاتی نادر، دست به اسلحه بردند و با کشتار سپاهیان نادر، شورشی فراگیر در مناطق جنگلی ایجاد کردند که دامنهٔ آن تا مغان کشیده شد. نادر که سرگرم تدارک کارزار داغستان و تنبیه سُرخای‌خان بود، موسی‌خان و حاکمان اردبیل و گیلان را مأمور تنبیه سرکشان نمود و به منظور نظارت بیتشر، در ژوئن ۱۷۴۴ شخصاً به اردبیل آمد. قوای اعزامی نادر به آستارا، توانستند با راهنمایی سران محلیِ ویزْنِه و لُمیر، به مجازات شورشیان بپردازند. با گسترش کشتار، عده‌ای تسلیم شدند و یکی از رهبران شورش به نام جلال‌خان سیاه‌کلاهی نیز دستگیر شد و به نزد نادر برده شد که نادر فرمان قتل همهٔ رهبران شورش را داد. حضور کلب‌حسین‌خان پسر جلال‌خان در شروان و ملاقات او با سرخای‌خان، ارتباط سران شورش با دشمنان نادر را آشکار کرد. پس از سرکوب شورش آستارا، نادر به موسی‌خان دستور داد طی نامه‌ای، از سرخای‌خان بخواهد که شروان را ترک کند. پاسخ تند سرخای‌خان، نادر را آمادهٔ لشکرکشی به شروان و داغستان کرد. موسی‌خان به همراه ۶۰۰ نفر در این لشکرکشی حضور داشت.

## فهرست حاکمان
1. سلطان محمد تالش (از ابتدای دولت صفوی تا دههٔ ۱۵۳۰)
2. قبادخان تالش (از ؟ تا ۱۵۴۰)
3. بایندرخان تالش (از ۱۵۴۰ تا دههٔ ۱۵۸۰)[۱۱۳]
4. حمزه‌خان تالش (از دههٔ ۱۵۸۰ تا ۱۵۹۲)
بدون حاکم. در تیول ذوالفقارخان قرامانلو (از ۱۵۹۲ تا ۱۶۰۵). داروغه: اخی سلطان چاکرلو (از ۱۵۹۸ تا ۱۶۰۵)
الحاق به املاک خاصه در سال ۱۶۰۵ و واگذاری به بهزاد بیگ استرآبادی وزیر گیلان. داروغه: جمشید بیگ (از ۱۶۰۵ تا ۱۶۱۰)
5. بایندرخان دوم تالش (از ۱۶۱۰ تا ۱۶۲۸)
6. ساروخان تالش (از ۱۶۲۸ تا دههٔ ۱۶۵۰)
7. قلیچ‌خان تالش[۱۱۴] (از دههٔ ۱۶۵۰ تا ؟)
8. حمزه‌خان دوم تالش[۱۱۵] (از ؟ تا ۱۶۹۷)
9. عباس‌قلی‌خان تالش[۱۱۶] (از ۱۶۹۷ تا ؟)
10. حیدرخان تالش (از ؟ تا ۱۷۲۳)
11. سبحان‌وردی‌خان تالش (از ؟ تا ۱۷۲۶)
12. یحیی‌خان تالش (از ؟ تا ۱۷۲۷) منصوب حاکم نظامی روسی گیلان
حاکم نظامی: یوهان اِسْتیرْشانْتْس (از ۱۷۲۷ تا ۱۷۲۸)
13. موسی‌خان تالش (از ۱۷۲۸ تا پایان دولت صفوی) منصوب حاکم نظامی روسی گیلان

## منبع‌شناسی
برخلاف بسیاری از مناطق ایران بزرگ، اطلاعات بسیار کمی از تاریخ سرزمین تالش در عصر جدید اولیه در دست است. هیچ وقایع‌نامه‌ای که در عصر صفوی و در تالش نوشته شده باشد، موجود نیست و عمدهٔ منابع دست اول برای تاریخ تالش در این دوران، اسناد تاریخی و سفرنامه‌ها هستند.

## یادداشت
1. ↑  کتاب تاریخ نوشتهٔ قاسم بیگ حیاتی تبریزی به تشریح نخستین ائتلاف‌های سیاسی که اسماعیل در سال‌های اقامت در گیلان با نخبگان سیاسی و کارگزاران قدرت در تالش، شروان و آذربایجان برقرار کرد، پرداخته‌است.[۹]
2. ↑  سرهنگ نیکیتا ایوانوویچ استوپیشین (به روسی: Никита Иванович Ступишин) در سال ۱۷۳۳ حاکم نظامی دربند شد و در همان جا درگذشت.
3. ↑  seta talani
4. ↑  «کلب‌حسین‌خان» کوتاه‌شدهٔ «کربلائی حسین‌خان» است.